# Abraham Siebel
Abraham Siebel (* 20. September 1707 in Elberfeld (heute Stadtteil von Wuppertal); † 28. Januar 1777 ebenda) war Bürgermeister in Elberfeld.
Siebel wurde als Sohn des Kaufmanns und Bürgermeisters von 1716 Anton Siebel (1670–1721) und dessen Frau Anna Margareta von Carnap (1671–1736) geboren und wurde am 28. September 1707 getauft. Er heiratete Maria Elisabeth Teschemacher (1703–1768), mit der er vier Kinder hatte.
Siebel wurde 1744 erstmals zum Bürgermeister vorgeschlagen und auch in dieses Amt gewählt. Ein Jahr später wurde er somit Stadtrichter und 1747 erstmals Ratsmitglied. In den Rat wurde er auch 1747, 1751, 1753 und 1754 gewählt. Im Jahr 1754 war er auch nochmal zum Bürgermeister vorgeschlagen worden, wurde aber, anders als im Jahr darauf, nicht in das Amt gewählt. Erst 1755 wurde er das zweite Mal gewählt, 1756 war er somit erneut Stadtrichter. Auch danach war er von 1757 bis 1759 und 1763 im Rat der Stadt. Wieder zehn Jahre nach seiner letzten Bürgermeister-Amtszeit wurde er 1765 noch ein drittes Mal in dieses Amt gewählt und wurde 1766 auch wieder Stadtrichter. Danach war er noch von 1767 bis 1769 und 1771 im Rat der Stadt.